# Matt Lanter
Matthew Mackendree Lanter (Massillon, 1º aprile 1983) è un attore, doppiatore e modello statunitense, principalmente noto per il suo ruolo di Liam Court nella serie televisiva 90210 e per aver doppiato Anakin Skywalker nel film d'animazione Star Wars: The Clone Wars e nella serie animata omonima.

## Biografia
Lanter nasce a Massillon, Ohio, da Joseph "Joe" Lanter e Jana Burson. Nel 1991 si trasferisce ad Atlanta, Georgia, per poi diplomarsi al Collins Hill High School nel 2001. Ha giocato a baseball, football e golf. Nel 2008 prende parte ad diversi progetti, tra cui i film Star Wars: The Clone Wars e Disaster Movie, e la serie televisiva Star Wars: The Clone Wars, in cui presta la voce al personaggio di Anakin Skywalker, che ha doppiato anche nei videogiochi tratti dalla serie e nella serie Star Wars Rebels.
Dopo essersi trasferito da poche settimane a Los Angeles, California, Lanter superò con successo un provino per il ruolo di Nick nel teen-drama della Fox Point Pleasant, ottenendo così la parte di un personaggio che ricorre in tutta la serie. Da allora è apparso in serie televisive come Grey's Anatomy, 8 semplici regole, Big Love e Heroes. Nel mese di aprile 2005, ha firmato un contratto per il ruolo di Horace Calloway con la ABC nel dramma politico Una donna alla Casa Bianca, al fianco di Geena Davis e Donald Sutherland. La serie debuttò il 27 settembre 2005 e ha avuto un alto debutto, ma è stata annullata il 14 giugno 2006.
Nel dicembre del 2006, è stato assunto per svolgere il ruolo di Anakin Skywalker per la Warner Bros. nel film Star Wars: The Clone Wars. Il film, pubblicato il 15 agosto 2008, è stato generalmente accolto da critiche negative, ma ha avuto successo di box office in tutto il mondo guadagnando 69.182,844 000 dollari. Ha ripreso il ruolo di Anakin nello spin-off animato Star Wars: The Clone Wars, che ha debuttato il 3 ottobre 2008 su Cartoon Network. Ha anche ripreso il suo ruolo in vari videogiochi basati sul franchise. La terza stagione della serie è stata trasmessa in anteprima nel mese di ottobre 2010. Riprende il ruolo di Anakin in due episodi della seconda stagione di Star Wars Rebels nel 2016.
Nel 2008, ha recitato in Inseguendo la vittoria. Nel febbraio 2008, ha impersonato il personaggio centrale nel film parodia di Lions Gate Entertainment Disaster Movie, accanto a Kim Kardashian, Vanessa Minnillo e Carmen Electra. Il film è scritto e diretto dal duo Jason Friedberg e Aaron Seltzer, che hanno già lavorato in altri film parodia, come 3ciento - Chi l'ha duro... la vince e Epic Movie. Pubblicato il 29 agosto 2008, ha incassato oltre 34 milioni di dollari in tutto il mondo, ma ha ricevuto recensioni molto negative da parte della critica, nonché sei nomination ai Razzie Awards 2008.
Nel mese di ottobre 2008, è stata annunciata la sua partecipazione in Patto di sangue, remake del film del 1983 Non entrate in quel collegio, accanto a Briana Evigan, Audrina Patridge e Rumer Willis. Pubblicato l'11 settembre 2009, ha ricevuto recensioni negative. Nel 2009, ha iniziato a ricoprire l'importante ruolo ricorrente di Liam Court nella serie di The CW 90210. Nel settembre dello stesso anno, è stata annunciata una seconda serie dello show. La serie è un remake moderno del teen-drama degli anni '90 Beverly Hills 90210. Nel marzo del 2010, ha firmato, con Jason Friedberg e Aaron Seltzerper, per un'altra parodia, Mordimi, dove interpreta Edward Sullen, la parodia di Edward Cullen della saga di Twilight. Il film è stato pubblicato il 18 agosto 2010.
Nel maggio 2009, è stato annunciato che ha firmato per il ruolo di Jason Webber nel film horror The Roommate - Il terrore ti dorme accanto, accanto a Minka Kelly e Leighton Meester. Le riprese si sono svolte nel 2009. Il film, originariamente previsto per ottobre 2010, è stato anticipato al 17 settembre 2010. Ha anche firmato per doppiare Sled in Trilli e il mistero dell'inverno, che uscirà direttamente in DVD nel 2011. Nel 2014 ha recitato nella serie CW Star-Crossed nel ruolo di Roman. La serie è stata però cancellata dopo la prima stagione.

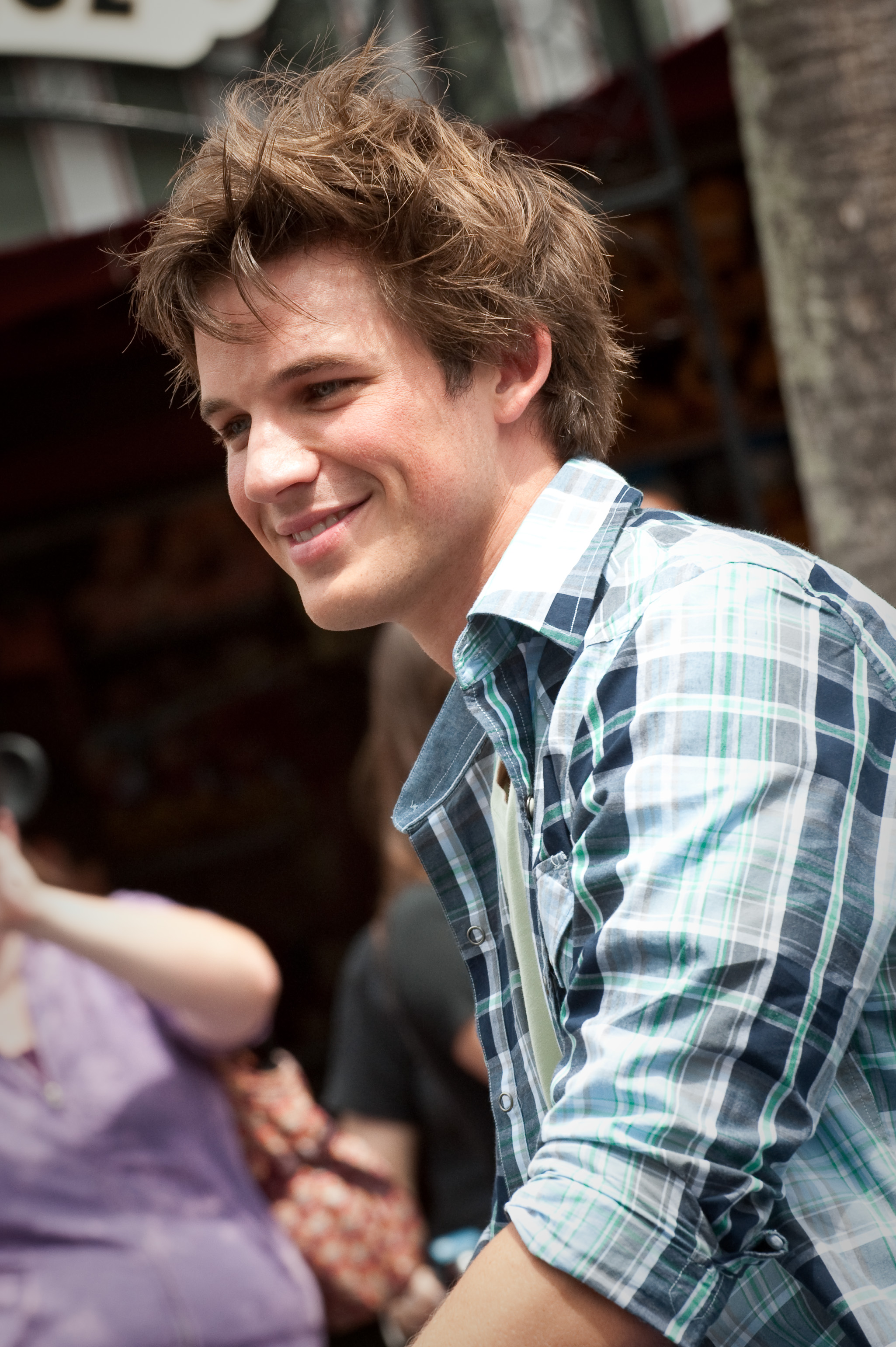
Matt Lanter nel 2009

Matt il 14 giugno 2013 si è sposato con Angela Stacy al Calamigos Ranch di Malibu (California).Il 30 Dicembre 2017 a Los Angeles nasce la loro prima figlia MacKenlee Faire Lanter, Da dicembre 2016 a dicembre 2018 ha interpretato il ruolo di Wyatt Logan nella serie di fantascienza Timeless, in onda su Fox. Da maggio 2021 appare nel ruolo di George Hutchene nella serie Jupiter's Legacy, diffusa dalla piattaforma Netflix. Nel 2018 ha preso parte al film Pitch Perfect 3 nel ruolo del soldato Chicago.

## Filmografia

### Attore

#### Cinema
- Bobby Jones - Genio del golf (Bobby Jones: Stroke of Genius), regia di Rowdy Herrington (2004)
- Wargames 2 - Il codice della paura (Wargames: The Dead Code), regia di Stuart Gillard (2008)
- Disaster Movie, regia di Aaron Seltzer e Jason Friedberg (2008)
- Patto di sangue (Sorority Row), regia di Stewart Hendler (2009)
- Mordimi (Vampires Suck), regia di Aaron Seltzer e Jason Friedberg (2010)
- The Roommate - Il terrore ti dorme accanto (The Roommate), regia di Christian E. Christiansen (2011)
- Liars All, regia di Brian Brightly (2013)
- USS Indianapolis (USS Indianapolis: Men of Courage), regia di Mario Van Peebles (2016)
- Pitch Perfect 3, regia di Trish Sie (2018)
- Fanboy, regia di Gillian Greene - mediometraggio (2019)
- Chasing the Rain, regia di Cindy Jansen (2020)

#### Televisione
- 8 semplici regole (8 Simple Rules) – serie TV, episodio 3x21 (2005)
- Point Pleasant – serie TV, episodi 1x09-1x10-1x11 (2005)
- Una donna alla Casa Bianca (Commander in Chief) – serie TV, 18 episodi (2005-2006)
- Big Love – serie TV, episodio 1x07 (2006)
- Heroes – serie TV, 5 episodi (2006)
- Shark - Giustizia a tutti i costi (Shark) – serie TV, episodi 1x04-1x05-1x09 (2006)
- Judy's Got a Gun, regia di Sheree Folkson – episodio pilota scartato (2007)
- CSI - Scena del crimine (CSI: Crime Scene Investigation) – serie TV, episodio 7x17 (2007)
- Detective Monk (Monk) – serie TV, episodio 6x05 (2007)
- Grey's Anatomy – serie TV, episodio 4x04 (2007)
- Inseguendo la vittoria (The Cutting Edge 3: Chasing the Dream), regia di Stuart Gillard – film TV (2008)
- Life – serie TV, episodio 2x02 (2008)
- The Oaks, regia di Michael Cuesta - episodio pilota scartato (2008)
- 90210 – serie TV, 98 episodi (2009-2013)
- Star-Crossed – serie TV, 13 episodi (2014)
- The Astronaut Wives Club – serie TV, episodi 1x06-1x07-1x08 (2015)
- CSI: Cyber – serie TV, episodio 2x07 (2015)
- Timeless – serie TV, 26 episodi (2016-2018)
- Timeless: The Movie (The Miracle of Christmas), regia di John Showalter – film TV (2018)
- The Mandalorian – serie TV, episodio 1x06 (2019)
- Jupiter's Legacy - serie TV, 8 episodi (2021)
- S.W.A.T. - serie TV, episodio 6x16 (2023)

### Doppiatore

#### Serie e film d'animazione
- Star Wars: The Clone Wars (2008) - Anakin Skywalker
- Star Wars: The Clone Wars (2008-2014, 2020) - Anakin Skywalker
- Trilli e il segreto delle ali (Secret of the Wings), regia di Roberts Gannaway e Peggy Holmes (2012)
- Star Wars Rebels (2016) - Anakin Skywalker
- Star Wars: Forces of Destiny (2017-2018) - Anakin Skywalker
- The Death of Superman (2018)

#### Videogiochi
- Star Wars: The Clone Wars (2008) - Anakin Skywalker
- Star Wars: Gli Eroi della Repubblica (2009) - Anakin Skywalker
- Star Wars: Battlefront II (2017) - Anakin Skywalker

## Doppiatori italiani
Nelle versioni in italiano delle opere in cui ha recitato, Matt Lanter è doppiato da:
- Gabriele Lopez in 90210, Star-Crossed, Timeless, Timeless: The Movie, Motorheads
- Marco Vivio in Heroes, Mordimi, Jupiter’s Legacy
- David Chevalier in Wargames 2 - il codice della paura, The Roommate - Il terrore ti dorme accanto
- Omar Vitelli in Shark - Giustizia a tutti i costi, Detective Monk
- Davide Perino in CSI - Scena del crimine, USS Indianapolis
- Paolo Vivio in Grey's Anatomy, Patto di sangue
- Simone D'Andrea in Disaster Movie
- Fabrizio De Flaviis in Pitch Perfect 3
- Emiliano Coltorti in Una donna alla Casa Bianca
- Francesco Bulckaen in Inseguendo la vittoria

Da doppiatore è sostituito da:
- Marco Vivio in Star Wars: The Clone Wars, Star Wars Rebels, Star Wars: Forces of Destiny, Trilli e il segreto delle ali
- Francesco Pezzulli in Star Wars: The Clone Wars (film)